# Coupe de France masculine de handball 2020-2021
Navigation
Coupe de France 2019-2020 Coupe de France 2021-2022
La coupe de France masculine de handball 2020-2021 est la 38e édition de la compétition. 
Du fait du contexte exceptionnel lié à la pandémie de Covid-19, la coupe de France nationale se joue sur un match sec disputé entre 2 équipes seulement le samedi 15 mai 2021 au Palais des sports Robert-Oubron de Créteil. L'édition précédente ayant été annulée au stade des demi-finales, il n'y a pas de tenant du titre.
Le Paris Saint-Germain remporte sa cinquième coupe de France en battant en finale le Montpellier Handball.

## Contexte et conséquences
Lors de la saison 2019-2020, la pandémie de Covid-19 a eu pour conséquence de la fin prématurée des compétitions mais aussi une augmentation du nombre d’équipes engagées dans les ligues professionnelles, un report de matchs internationaux (dont les tournois de qualification pour les JO de Tokyo reprogrammés à l'été 2021 et la Finale à quatre de la Ligue des champions 2019/2020) et la réduction de la période de compétition, la Lidl StarLigue débutant le 24 septembre, soit près d’un mois plus tard que les saisons précédentes.
Par conséquent, la Fédération française de handball a annoncé que cette édition de la coupe de France se résumera à une finale qui se déroulera le samedi 15 mai 2021 à l'Accor Arena de Paris (avant d'être finalement délocalisée au Palais des sports Robert-Oubron de Créteil). Ainsi, les deux seuls clubs qualifiés seront les deux premiers à la 21e journée de la StarLigue 2020-21, prévue le 2 avril 2021. Toutefois, cette finale étant placée entre les deux manches des quarts de finale de la Ligue des champions, si l'un ou les deux clubs qualifiés participent à ces quarts, ils étaient éventuellement en mesure de se désister et d'être remplacés par le troisième voire le quatrième du championnat.
Le vainqueur de la compétition est qualifié pour la Ligue européenne.

## Équipes qualifiées
Le classement au ratio à l'issue de la 21e journée de la StarLigue 2020-21 est :
| Rang | Club                 | Ratio | Points | Matchs |
| ---- | -------------------- | ----- | ------ | ------ |
| 1    | Paris Saint-Germain  | 2,00  | 32     | 16     |
| 2    | Montpellier Handball | 1,77  | 32     | 18     |
| 3    | HBC Nantes           | 1,52  | 26     | 17     |
| 4    | Pays d'Aix UC        | 1,47  | 22     | 15     |
| 5    | USAM Nîmes Gard      | 1,19  | 19     | 16     |
| 6    | Limoges Handball     | 1,10  | 22     | 20     |

C'est ainsi la cinquième fois que le Paris Saint-Germain et le Montpellier Handball se retrouvent en finale, les quatre premières (2001, 2008, 2013, 2016) ayant toutes été remportées par Montpellier.

## Finale
| samedi 15 mai 2021 21h00 | Paris Saint-Germain | 30 – 26  | Montpellier Handball | Palais des sports Robert-Oubron, Créteil Affluence : 0 Arbitrage : Charlotte et Julie Bonaventura |
| samedi 15 mai 2021 21h00 | Nahi et Hansen 7    | (18-15)  | Hugo Descat 5        | Palais des sports Robert-Oubron, Créteil Affluence : 0 Arbitrage : Charlotte et Julie Bonaventura |
| samedi 15 mai 2021 21h00 | ×0 ×2               | FFHB LNH | ×2 ×4                | Palais des sports Robert-Oubron, Créteil Affluence : 0 Arbitrage : Charlotte et Julie Bonaventura |